# Alexander Volkanovski
Alexander Volkanovski (ur. 29 września 1988 w Shellharbour) – australijski zawodnik mieszanych sztuk walki (MMA) pochodzenia grecko-macedońskiego. W latach 2019-2024 mistrz UFC w wadze piórkowej oraz ponowny od 2025.

## Życiorys i trening
Urodził się 29 września 1988 roku w Shellharbour, w Nowej Południowej Walii. Jego ojciec urodził się w wiosce Beranci, w SR Macedonii, która była częścią Jugosławii, natomiast jego matka pochodzi z Grecji. Volkanovski zaczął trenować zapasy w stylu grecko-rzymskim w młodym wieku. W wieku 12 lat zdobył tytuł mistrza kraju w tej dyscyplinie. W wieku 14 lat postanowił zrezygnować z zapasów i skupił się na karierze w lidze rugby, grając jako zawodnik pierwszej linii. Uczęszczał do Lake Illawarra High School przez całe swoje młodzieńcze lata, a po ukończeniu szkoły pracował jako betoniarz.
Później grał w półprofesjonalnej lidze rugby dla Warilla Gorillas w South Coast Rugby League, gdzie w 2010 roku otrzymał Medal Micka Cronina jako najlepszy zawodnik ligi. Odegrał również kluczową rolę w zwycięskim dla Warilli sezonie Premiership 2011 otrzymując nagrodę Man of the Match za swój występ w Wielkim Finale. W wieku 23 lat zdecydował się porzucić ligę rugby, aby skupić się na profesjonalnej karierze w mieszanych sztukach walki. Jak wspomina, oglądał Ultimate Fighting Championship od dzieciństwa i od 14 roku życia często wypożyczał kasety VHS z UFC, z Blockbuster oraz kupował dostęp do UFC na pay-per-view.
Jego trener Joe Lopez powiedział, że Volkanovski zaczął trenować MMA, aby utrzymać formę podczas sezonu poza ligą rugby, gdzie ważył 97 kg. Szybko jednak zdał sobie sprawę, że jego pasją jest ten sport i chciał zajść w nim najdalej. Szybko stał się dobrym kontrującym uderzaczem dysponującym potężnym ciosem prawym sierpowym oraz fantastycznym ofensywnym zapaśnikiem. Początkowo brał udział w wielu amatorskich walkach w wadze średniej, ponieważ dostosował się do wagi z rugby, zanim przeszedł na zawodowstwo i zszedł do wagi półśredniej, lekkiej ostatecznie do piórkowej.
Obecnie trenuje w klubie Freestyle Fighting Gym, w Wollongong, ale regularnie odbywa obozy treningowe w klubach Tiger Muay Thai w Phuket i City Kickboxing w Auckland z innymi zawodnikami UFC jak: Israel Adesanya, czy Dan Hooker.

## Kariera MMA

### Początki kariery
Zaczynając jako amator w wadze średniej i idąc bilansem 4-0 przed przejściem na zawodowstwo, walczył w różnych organizacjach MMA w regionie Oceanii w Azji od 2012 do lipca 2016 roku przed podpisaniem kontraktu z UFC. Zdobył tytuł Pacific Xtreme Combat (PXC) i dwa tytuły Australian Fighting Championship w wadze piórkowej. Przed przystąpieniem do UFC legitymował się rekordem 13-1 z 10 zwycięstwami z rzędu.

### UFC
W debiucie dla amerykańskiego giganta, który odbył 26 listopada 2016 roku zwiększył swoją passę zwycięstw do 11, dzięki pokonaniu przez TKO w drugiej rundzie Yusuke Kasuyia na gali UFC Fight Night 101. Na konferencji prasowej po walce ogłosił, że w następnej walce planuje przejść z wagi lekkiej do piórkowej.

#### Przejście do wagi piórkowej
19 lutego 2017 roku na gali UFC Fight Night 105 miał zawalczyć się z Michelem Quionesem, jednak walka została jednak odwołana po tym, jak Quinones doznał kontuzji i nie udało się znaleźć zastępstwa.
11 czerwca 2017 roku na gali UFC Fight Night 110 powrócił do wagi piórkowej i zmierzył się z Mizuto Hirotą. Walkę wygrał przez jednogłośną decyzję.
Alexander miał zmierzyć się z Jeremym Kennedym na gali UFC Fight Night: Werdum vs. Tybura w dniu 19 listopada 2017 roku w Sydney. Kennedy jednak wycofał się z walki 5 października powołując się na kontuzję pleców i zastąpił go Humberto Bandenay. W listopadzie 2017 roku ogłoszono, że Bandenay opóźni swój debiut w UFC na tym wydarzeniu z nieujawnionego powodu, a w jego miejsce pojawił się debiutujący w organizacji Shane Young. Walka pomiędzy Volkanovskim i Youngiem odbyła się w limicie umownym do 68 kg. Volkanovski wygrał walkę przez jednogłośną decyzję.
Walka z niedoszłym rywalem Jeremym Kennedym została przesunięta i odbyła się 11 lutego 2018 roku na UFC 221. Volkanovski zwyciężył przez techniczny nokaut.
14 lipca 2018 roku na gali UFC Fight Night 133 zmierzył się z Darrenem Elkinsem. Walkę wygrał przez jednogłośną decyzję.
Volkanovski zmierzył się z Chadem Mendesem 29 grudnia 2018 roku na gali UFC 232. Walkę wygrał przez techniczny nokaut w drugiej rundzie. Walka ta przyniosła mu nagrodę w postaci bonusu za walkę wieczoru.

#### Mistrz wagi piórkowej UFC
14 grudnia 2019 roku zawalczył z Maxem Hollowayem o mistrzostwo wagi piórkowej UFC na gali UFC 245. Wygrał walkę przez jednogłośną decyzję.
W swojej pierwszej obronie tytułu mistrzowskiego stoczył walkę rewanżową z Maxem Hollowayem 11 lipca 2020 roku na UFC 251. Ponownie zwyciężył walkę, tym razem jednak przez niejednogłośną decyzję. Wynik ten wzbudził kontrowersje wśród mediów i osobistości mieszanych sztuk walki, takich jak np. prezydent UFC – Dana White oraz wielu zawodników MMA.
2 kwietnia 2021 roku ogłoszono, że wraz z Brianem Ortegą będzie trenerem w amerykańskim reality show The Ultimate Fighter 29 na ESPN+, a w show wystąpią zawodnicy w wadze koguciej i średniej.
26 września 2021 roku przystąpił do drugiej obrony mistrzowskiego pasa. Po znakomitym pięcio-rundowym boju na pełnym dystansie pokonał przez jednogłośną decyzję Briana Ortegę. Zwycięstwo przyniosło mu bonus za walkę wieczoru.
W walce wieczoru gali UFC 273 pokonał Jung Chan-sunga przez TKO w czwartej rundzie. Obronił tym samym trzeci raz pas mistrzowski kategorii piórkowej. Organizacja postanowiła przyznać mu dodatkowy bonus w kategorii występ wieczoru.
Na UFC 276, które odbyło się 2 lipca 2022 roku doszło do jego trylogii z Maxem Hollowayem o pas wagi piórkowej. W drugiej walce wieczoru (tzw. Co-Main Evencie) wydarzenia po raz trzeci okazał się lepszy od Hawajczyka, pokonując go na pełnym dystansie.
Podczas lutowej gali UFC 284 stoczył walkę o pas mistrzowski UFC w wyższej kategorii wagowej (lekkiej), mierząc się z jej mistrzem, Isłamem Machaczewem. Batalia trwała pełen pięcio-rundowy dystans, a zwyciężył ją według sędziów punktowych werdyktem jednogłośnym Rosjanin.
Po przegranej z Machaczewem powrócił do wagi piórkowej i 8 lipca 2023 na UFC 290 zmierzył się z tymczasowym mistrzem wagi piórkowej, Yairem Rodríguezem, w walce o unifikację tytułu mistrzowskiego wagi piórkowej. Zwyciężył przez techniczny nokaut w trzeciej rundzie.
21 października 2023 roku na gali UFC 294 w Abu Zabi doszło do rewanżowego starcia Volkanovskiego z Isłamem Machaczewem o pas wagi lekkiej, w zastępstwie za kontuzjowanego Charlesa Oliveirę. Volkanovski ponownie musiał uznać wyższość rywala, przegrywając przez nokaut w pierwszej rundzie.
20 stycznia 2024 roku podczas gali UFC 297 miał przystąpić do szóstej obrony mistrzowskiego pasa wagi piórkowej, mierząc się z niepokonanym Ilią Topurią. Z powodu stoczenia walki z Isłamem Machaczewem na UFC 294 starcie obu zawodników zostało przeniesione na przypadającą 17 lutego 2024 roku galę UFC 298. W drugiej rundzie został znokautowany przez Gruzina mocnym prawym hakiem, przez co stracił mistrzowski pas.
Po zwakowaniu tytułu przez Topurię, Volkanovski ponownie zawalczył o tytuł mistrza UFC wagi piórkowej, mierząc się z Diego Lopesem. Australijsko-brazylijskie starcie wieczoru odbyło się 12 kwietnia 2025 na gali UFC 314 w Miami. Volkanovski zwyciężył przez jednogłośną decyzję sędziowską, tym samym zostając ponownie mistrzem w wadze piórkowej.

## Boks
Volkanovski ma za sobą jedną walkę bokserską w wadze super półśredniej, którą wygrał przez jednogłośną decyzję w czterech rundach z Dillonem Bargero.

## Osiągnięcia

### Mieszane sztuki walki
- Cage Conquest
  - 2013: Mistrz Cage Conquest w wadze półśredniej
- Roshambo MMA
  - 2013: Mistrz Roshambo MMA w wadze półśredniej
  - 2014: Mistrz Roshambo MMA w wadze lekkiej
- Australian Fighting Championship
  - 2015–2016: Mistrz Australian FC w wadze piórkowej
- Pacific Xtreme Combat
  - 2015: Mistrz Pacific Xtreme Combat w wadze piórkowej
- Wollongong Wars
  - 2016: Mistrz Wollongong Wars w wadze lekkiej
- Ultimate Fighting Championship
  - 2019-2024: Mistrz UFC w wadze piórkowej[38]
  - 2025: Mistrz UFC w wadze piórkowej[4]

### Amatorskie zapasy
- 2001: Krajowe zawody zapaśnicze szkół australijskich – Złoty medal – 12/13 lat 62 kg (2001)

## Lista zawodowych walk w MMA
| Wynik     | Bilans | Przeciwnik (bilans przed walką) | Rozstrzygnięcie                                                     | Runda | Czas | Rozgrywki                                     | Data       | Miejsce        | Uwagi                                                                                       |
| --------- | ------ | ------------------------------- | ------------------------------------------------------------------- | ----- | ---- | --------------------------------------------- | ---------- | -------------- | ------------------------------------------------------------------------------------------- |
| Wygrana   | 27-4   | Diego Lopes (26-6)              | Decyzja (jednogłośna)                                               | 5     | 5:00 | UFC 314                                       | 12.04.2025 | Miami          | Zdobył wakujący pas mistrzowski UFC w wadze piórkowej. Main Event. Bonus za walkę wieczoru. |
| Przegrana | 26-4   | Ilia Topuria (14-0)             | KO (prawy hak)                                                      | 2     | 3:32 | UFC 298                                       | 17.02.2024 | Anaheim        | Stracił pas mistrzowski UFC w wadze piórkowej. Main Event                                   |
| Przegrana | 26-3   | Isłam Machaczew (24-1)          | KO (wysokie kopnięcie na głowę i ciosy pięściami)                   | 1     | 3:06 | UFC 294                                       | 21.10.2023 | Abu Zabi       | Pojedynek o pas mistrzowski UFC w wadze lekkiej. Main Event                                 |
| Wygrana   | 26-2   | Yair Rodríguez (15-3)           | TKO (prawy hak i ciosy pięściami w parterze)                        | 3     | 4:19 | UFC 290                                       | 08.07.2023 | Las Vegas      | Obronił i zunifikował pas mistrzowski UFC w wadze piórkowej. Main Event                     |
| Przegrana | 25-2   | Isłam Machaczew (23-1)          | Decyzja (jednogłośna)                                               | 5     | 5:00 | UFC 284                                       | 12.02.2023 | Perth          | Walka o pas mistrzowski UFC w wadze lekkiej. Main Event                                     |
| Wygrana   | 25-1   | Max Holloway (23-6)             | Decyzja (jednogłośna)                                               | 5     | 5:00 | UFC 276                                       | 02.07.2022 | Las Vegas      | Obronił pas mistrzowski UFC w wadze piórkowej. Co-Main Event                                |
| Wygrana   | 24-1   | Chan Sung Jung (17-6)           | TKO (ciosy pięściami)                                               | 4     | 0:45 | UFC 273                                       | 09.04.2022 | Jacksonville   | Obronił pas mistrzowski UFC w wadze piórkowej. Bonus za występ wieczoru. Main Event         |
| Wygrana   | 23-1   | Brian Ortega (15-1)             | Decyzja (jednogłośna)                                               | 5     | 5:00 | UFC 266                                       | 25.09.2021 | Las Vegas      | Obronił pas mistrzowski UFC w wadze piórkowej. Bonus za walkę wieczoru. Main Event          |
| Wygrana   | 22-1   | Max Holloway (21-5)             | Decyzja (niejednogłośna)                                            | 5     | 5:00 | UFC 251                                       | 12.07.2020 | Abu Zabi       | Obronił pas mistrzowski UFC w wadze piórkowej. Co-Main Event                                |
| Wygrana   | 21-1   | Max Holloway (21-4)             | Decyzja (jednogłośna)                                               | 5     | 5:00 | UFC 245                                       | 14.12.2019 | Las Vegas      | Zdobył pas mistrzowski UFC w wadze piórkowej. Co-Main Event                                 |
| Wygrana   | 20-1   | José Aldo (28-4)                | Decyzja (jednogłośna)                                               | 3     | 5:00 | UFC 237                                       | 11.05.2019 | Rio de Janeiro |                                                                                             |
| Wygrana   | 19-1   | Chad Mendes (18-4)              | TKO (ciosy pięściami)                                               | 2     | 4:14 | UFC 232                                       | 29.12.2018 | Inglewood      | Bonus za walkę wieczoru                                                                     |
| Wygrana   | 18-1   | Darren Elkins (24-5)            | Decyzja (jednogłośna)                                               | 3     | 5:00 | UFC Fight Night: dos Santos vs. Ivanov        | 14.07.2018 | Boise          |                                                                                             |
| Wygrana   | 17-1   | Jeremy Kennedy (11-0)           | TKO (ciosy pięściami w parterze i łokcie)                           | 2     | 4:57 | UFC 221                                       | 11.02.2018 | Perth          |                                                                                             |
| Wygrana   | 16-1   | Shane Young (11-3)              | Decyzja (jednogłośna)                                               | 3     | 5:00 | UFC Fight Night 121: Werdum vs. Tybura        | 19.11.2017 | Sydney         | Walka w limicie umownym -68 kg                                                              |
| Wygrana   | 15-1   | Mizuto Hirota (18-7-2)          | Decyzja (jednogłośna)                                               | 3     | 5:00 | UFC Fight Night 110: Lewis vs. Hunt           | 11.06.2017 | Auckland       | Powrót do wagi piórkowej                                                                    |
| Wygrana   | 14-1   | Yusuke Kasuya (9-2-2)           | TKO (ciosy pięściami w parterze)                                    | 2     | 2:06 | UFC Fight Night 101: Whittaker vs. Brunson    | 26.11.2016 | Melbourne      | Debiut w UFC                                                                                |
| Wygrana   | 13-1   | Jai Bradney (16-12-1)           | TKO (ciosy pięściami)                                               | 1     | ?    | Wollongong Wars 4                             | 08.07.2016 | Wollongong     | Powrót do wagi lekkiej. Zdobył pas mistrzowski Wollongong Wars w wadze lekkiej. Main Event  |
| Wygrana   | 12-1   | Jamie Mullarkey (8-0)           | KO (cios pięścią)                                                   | 1     | 3:23 | Australian FC 15                              | 19.05.2016 | Melbourne      | Obronił pas mistrzowski AFC w wadze piórkowej. Co-Main Event                                |
| Wygrana   | 11-1   | Yusuke Yachi (13-4)             | Poddanie (duszenie trójkątne)                                       | 4     | 3:43 | Pacific Xtreme Combat 50                      | 04.12.2015 | Mangilao       | Zdobył pas mistrzowski PXC w wadze piórkowej. Co-Main Event                                 |
| Wygrana   | 10-1   | James Bishop (2-0)              | TKO (ciosy pięściami)                                               | 1     | 1:39 | Australian FC 13                              | 14.06.2015 | Melbourne      | Zdobył pas mistrzowski AFC w wadze piórkowej. Co-Main Event                                 |
| Wygrana   | 9-1    | David Butt (6-6)                | TKO (ciosy pięściami)                                               | 2     | 1:52 | Wollongong Wars 2                             | 01.11.2014 | Thirroul       | Walka w wadze lekkiej. Main Event                                                           |
| Wygrana   | 8-1    | Kyle Reyes (5-2)                | Decyzja (jednogłośna)                                               | 3     | 5:00 | Pacific Xtreme Combat 45                      | 24.10.2014 | Mangilao       | Powrót do wagi piórkowej. Co-Main Event                                                     |
| Wygrana   | 7-1    | Jai Bradney (15-9-1)            | Poddanie (duszenie zza pleców)                                      | 1     | 4:58 | Roshambo MMA 3                                | 26.07.2014 | Chandler       | Obronił pas mistrzowski Roshambo MMA w wadze lekkiej. Main Event                            |
| Wygrana   | 6-1    | Rodolfo Marques Diniz (16-3-1)  | KO (cios pięścią)                                                   | 1     | 3:41 | Australian FC 9                               | 17.05.2014 | Albury         | Debiut w wadze piórkowej                                                                    |
| Wygrana   | 5-1    | Greg Atzori (13-5)              | Poddanie (duszenie gilotynowe)                                      | 1     | ?    | Roshambo MMA 2                                | 01.02.2014 | Brisbane       | Debiut w wadze lekkiej. Zdobył pas mistrzowski Roshambo MMA w wadze lekkiej. Co-Main Event  |
| Wygrana   | 4-1    | Luke Catubig (2-2)              | TKO (ciosy pięściami)                                               | 3     | 4:39 | Australian FC 7                               | 14.12.2013 | Melbourne      |                                                                                             |
| Przegrana | 3-1    | Corey Nelson (12-4-1)           | TKO (kopnięcie na głowę i ciosy pięściami)                          | 3     | 0:13 | Australian FC 5                               | 10.05.2013 | Melbourne      | Ćwierćfinał turnieju AFC w wadze półśredniej                                                |
| Wygrana   | 3-0    | Anton Zafir (2-0)               | TKO (ciosy pięściami)                                               | 4     | 2:19 | Roshambo MMA 1                                | 17.04.2013 | Brisbane       | Zdobył pas mistrzowski Roshambo MMA w wadze półśredniej. Main Event                         |
| Wygrana   | 2-0    | Regan Wilson (4-1)              | TKO (niezdolność do kontynuowania walki – przerwanie przez lekarza) | 1     | 2:49 | Southern Fight Promotions: Cage Conquest 2    | 23.02.2013 | Nowra          | Zdobył pas mistrzowski Cage Conquest w wadze półśredniej                                    |
| Wygrana   | 1-0    | Gerhard Voigt (2-2)             | Decyzja (jednogłośna)                                               | 3     | 5:00 | Revolution Promotions: Revolution at the Roxy | 19.05.2012 | Sydney         | Debiut w MMA                                                                                |

## Życie prywatne
Jest żonaty z Emmą i ma dwie córki, Arianę i Airlie. Wystąpił jako trener w Malaysia Invasion, reality show MMA. Ze względu na swoje macedońskie i greckie dziedzictwo, używa przydomka „Wielki” w odniesieniu do Aleksandra Wielkiego, twierdząc, że był on Macedończykiem i Grekiem, podobnie jak on sam.